# تورپیکی سلیمان خیل
تورپیکی سلیمان خیل (زاده: ۱۳۴۴ ولسوالی قلات، ولایت زابل) سیاست‌مدار افغانستانی و نماینده مردم زابل در دوره پانزدهم مجلس نمایندگان افغانستان است.

## زندگی‌نامه
تورپیکی سلیمان خیل متولد ۱۳۴۴ از ولسوالی قلات ولایت زابل افغانستان است. وی دارای مدرک تحصیلی بکلوریا/دیپلم است.

## دیگر فعالیت‌ها
- معلم و مدیر مکاتب شهر قلات و کابل.[۱]
- واکسیناتور صحی سره میاشت.[۱]
- کمپاین او پی به حیث سوپروایزر.[۱]